# Episodi di Cardfight!! Vanguard Divinez
Cardfight!! Vanguard Divinez (カードファイト!! ヴァンガード Divinez?, Kādofaito!! Vangādo Divinez) è stato trasmesso in Giappone dal 13 gennaio al 20 aprile 2024 su ANN per un totale di 13 episodi. Le sigle sono Kirifuda (切札?) delle V.W.P (apertura) e Ryōyoku no Brilliance (両翼のBrilliance?) delle Morfonica (chiusura). I diritti di distribuzione al di fuori dell'Asia di questa stagione sono stati acquistati da Crunchyroll che l'ha pubblicata in versione sottotitolata in più Paesi, tra cui l'Italia.

Il logo della serie

In questa serie esistono sei carte conosciute come i "Sei Desideri" che hanno il potere di cambiare il destino e per ognuna di esse è stato scelto un Fighter degno del loro valore. Quest'ultimi hanno il compito di affrontarsi in un torneo denominato "Fated Clash" dove colui che verrà decretato vincitore avrà la possibilità di esaudire qualsiasi desiderio. Un ragazzo di nome Akina Myodo, che vuole aiutare la sua fragile sorella, partecipa al Fated Crush per esaudire il suo desiderio e si prepara ad affrontare potenti avversari nel gioco di carte di Vanguard.

## Lista episodi
| Nº serie | Nº | Titolo italiano Giapponese 「Kanji」 - Rōmaji                                                    | In onda          | In onda |
| Nº serie | Nº | Titolo italiano Giapponese 「Kanji」 - Rōmaji                                                    | Giapponese       |         |
| 1 (557)  | 1  | Il Predestinato dei Miracoli 「奇跡の運命者」 - Kiseki no unmeisha                               | 13 gennaio 2024  |         |
| 2 (558)  | 2  | Scontro del Destino 「運命大戦」 - Unmei taisen                                                  | 20 gennaio 2024  |         |
| 3 (559)  | 3  | Impareggiabilità e Miracoli 「無双と奇跡」 - Musō to kiseki                                      | 27 gennaio 2024  |         |
| 4 (560)  | 4  | Un pomeriggio da idol 「アイドルの午後」 - Aidoru no gogo                                        | 3 febbraio 2024  |         |
| 5 (561)  | 5  | La Stella Guida del Continuo Mutamento 「万化照らすは標の星」 - Banka terasu wa shirube no hoshi | 10 febbraio 2024 |         |
| 6 (562)  | 6  | Ali spericolate 「むぼうな翼」 - Mubou na tsubasa                                                | 17 febbraio 2024 |         |
| 7 (563)  | 7  | La tempesta si avvicina 「嵐の日に」 - Arashi no hi ni                                           | 2 marzo 2024     |         |
| 8 (564)  | 8  | Sogni di ragazza 「夢想乙女」 - Musō otome                                                       | 9 marzo 2024     |         |
| 9 (565)  | 9  | La proibizione dello zero 「零へと至る禁忌」 - Rei e to itaru kinki                              | 16 marzo 2024    |         |
| 10 (566) | 10 | Il settimo desiderio 「七つ目の願い」 - Nanatsu-me no negai                                      | 23 marzo 2024    |         |
| 11 (567) | 11 | Fratelli 「兄妹」 - Kyōdai                                                                       | 30 marzo 2024    |         |
| 12 (568) | 12 | Il momento fatidico 「運命の時」 - Unmei no toki                                                 | 13 aprile 2024   |         |
| 13 (569) | 13 | Un barlume di luce 「わずかな光でも」 - Wazukana hikari demo                                     | 20 aprile 2024   |         |